# 胡伶
胡伶，中国大陆女演员，汉族，北京人，模特兒。毕业于北京电影学院。出演过娄烨导演2006年的电影《颐和园》。
- 电影作品主要有：《春打六九头》《月蚀》《颐和园》
- 电视作品主要有：《穿越时空的爱恋》《古城童话》《沃土》

## 獎項紀錄
| 年份   | 頒獎典禮     | 獎項       | 作品           | 角色 | 結果 |
| ------ | ------------ | ---------- | -------------- | ---- | ---- |
| 2023年 | 第60屆金馬獎 | 最佳女主角 | 《菠蘿，鳳梨》 |      | 提名 |

## 链接
胡伶的新浪微博